# العزيزية (العراق)
مدينة العزيزية هي إحدى أقضية محافظة واسط (80 كم جنوب بغداد). تقع على ضفاف نهر دجلة، تحيط بها عدداً من القرى ذات التربة الخصبة مثل الدير وبرينج (تقع على الضفة المقابلة لنهر دجلة وهمينية ونظراً لتوفر المياه تتميز مدينة العزيزية بالإنتاج الاقتصادي والوفير للمحاصيل الزراعية مثل الحنطة والقطن وهي منطقة زراعية بالدرجة الأساس وكذلك اشتهرت بتربية الاغنام وإنتاج الفاكهة ذات النوعية الجيدة. ان موقعها الجغرافي القريب من العاصمة اكسبها أهمية تجارية وخاصةً في اربعينات وخمسينات القرن الماضي. يتجاوز عدد سكان مدينة العزيزية والقرى المحيطة بها 100,000 نسمة بحسب احصاء 2014.

## من أحياءِها المشهورة:
1. حي العروبة
2. حي الجمعية
3. حي دخل المحدود
4. حي الشهداء
5. حي ال ١٥٠
6. الحي العسكري
7. حي باب الحارة
8. حي الموظفين
9. حي السياسيين
10. حي البستان
11. حي الجديدة
12. حي السراي
13. حي السعدونية
14. حي معمل السوس
15. حي حواس
16. حي ام البنين
17. حي الخماس

## النواحي التابعة لها:
1. ناحية الكرامة
2. ناحية الهاشمية
3. ناحية الغماسية
4. ناحية الدبوني
5. ناحية تاج الدين

## السكان:
يسكن المحافظة مجموعة كبيرة من العشائر العربية ومنها بني تميم ، و قريش ، و شمر ، و زبيد ، و غيرهم وتسودهم المحبة والاخاء والتعايش السلمي .

## تأسيسها:
تأسست مدينة العزيزية في عام 1866م، من قبل الوالي العثماني، المصلح، مدحت باشا واسماها بالعزيزية نسبة ل السلطان عبد العزيز العثماني.

## الواقع التعليمي:
تحوي على الكثير من المدارس الثانوية والابتدائية في مركز المدينة والقرى المحيطة بها كما تم افتتاح كلية التربية الاساسية التابعة لجامعة واسط.